# Theodor Gebre Selassie
Theodor Gebre Selassie (n. 24 decembrie 1986) este un fotbalist profesionist ceh care joacă pentru clubul german Werder Bremen, pe posturile de fundaș lateral și extremă. A strâns 54 de selecții și a marcat trei goluri la echipa națională a Cehiei. 
După ce a câștigat Prima ligă din Cehia cu Slavia Praga în 2008 și cu Slovan Liberec patru ani mai târziu, a semnat cu Bremen un contract pe patru ani. 
Gebre Selassie și-a făcut debutul internațional pentru Republica Cehă în 2011, devenind primul lor jucător de descendență africană. El a fost în lotul pentru UEFA Euro 2012 și UEFA Euro 2016. 

## Viața personala
Gebre Selassie s-a născut în 1986 la Třebíč, în fosta Cehoslovacia. Tatăl său, Chamola, este etiopian și a ajuns în țară ca medic în perioada comunistă. Mama lui, Jana, este cehoaică și învățătoare. Gebre Selassie are o soră mai mică pe nume Anna, care joacă pentru echipa națională de handbal feminin din Cehia.

## Cariera la echipă

### Cariera timpurie în Republica Cehă
Gebre Selassie și-a început cariera de fotbalist în 1992, dezvoltându-se în cadrul sistemului de tineret din Cehia. Pentru următorii șase ani, a fost membru al echipei de juniori Velké Meziříčí. Ulterior s-a transferat la Vysočina Jihlava, unde a jucat pentru echipa de tineret a clubului între 1998 și 2005. 
Întrucât familia sa a acordat o mare importanță educației, Gebre Selassie a abandonat mai târziu fotbalul pentru a se concentra pe obținerea unei diplome universitară. A revenit în fotbal la Velké Meziříčí în 2005.
Ulterior, Gebre Selassie a avut o scurtă înțelegere cu Slavia Praga în sezonul 2007-2008, timp în care a câștigat campionatul Cehiei. A jucat apoi pentru Slovan Liberec, unde a câștigat din nou campionatul în sezonul 2011–2012.

### Werder Bremen
După ce a jucat în toate cele patru meciuri ale Cehiei la Campionatul Euroan din 2012, Gebre Selassie a semnat cu Werder Bremen din Bundesliga un contract pe patru ani pe 22 iunie. La 24 august 2012, el a marcat un gol în primul meci din Bremen al sezonului, înscriind golul egalizator în înfrângerea scor 1-2 în deplasare împotriva campioanei en-titre Borussia Dortmund. Gebre Selassie a jucat titular în 24 de meciuri în acel sezon. 
În sezonul 2013–2014, Gebre Selassie a jucat titular în doar 18 meciuri. 
La 18 februarie 2015, Gebre Selassie a semnat o prelungire a contractului cu Werder Bremen, rămânând pe Weserstadion până în sezonul 2017-2018. Gebre Selassie a marcat trei goluri pe sezon. 
Gebre Selassie a fost o titular în formația lui Skrypnyk din sezonul 2015-2016, jucând ca titular în 33 de meciuri de Bundesliga, fiind integralist și în toate cele 5 meciuri ale clubului jucate în DFB-Pokal până în semifinale. La 8 noiembrie, el s-a accudentat în urma unei coliziuni cu portarul Felix Wiedwald spre finalul unui meci de la Augsburg, contuzie ce l-a făcut să rateze următorul meci al echipei cu Wolfsburg. Gebre Selassie a marcat singurul său gol al sezonului, la 5 martie, împotriva lui Hanovra 96, dând o pasă de gol în victoria cu 4-1. 
După ce Werder a pierdut primele 5 meciuri din sezonul 2016–2017, inclusiv în prima rundă din Cupa Germaniei jucată în fața echipei de liga a III-a Sportfreunde Lotte, rezultând în înlăturarea lui Skrypnyk, Gebre Selassie a marcat în prelungirile unui meci câștigat de Wolfsburg cu 2-1. În timpul sezonului, el a jucat 30 de meciuri în campionat marcând 5 goluri.
În iulie 2017, Gebre Selassie și-a prelungit contractul cu Werder Bremen.
În februarie 2019, el a ajuns la partida cu numărul 200 jucată în Bundesliga pentru Weder.

## Cariera internațională
În mai 2011, Gebre Selassie a fost pentru prima dată convocat la echipa națională de fotbal a Cehiei. Pe 4 iunie a devenit primul jucător de origine africană care a jucat pentru această țară, intrând în locul lui Ondřej Kušnír într-o remiză fără gol împotriva lui Peru într-un meci contând pentru Cupa Kirin jucată pe Stadionul Matsumotodaira din Matsumoto, Japonia. 
Ulterior, lui Gebre Selassie i s-a oferit tricoul numărul 2 în lotul Cehiei pentru Campionatul European din 2012. A fost ținta unor scandări rasiste din partea fanilor Rusiei în timpul meciului Republicii Cehe împotriva Rusiei, care s-a încheiat cu o victorie cu 4–1 pentru Rusia. În timpul turneului, el a fost curtat de unele dintre cele mai de succes cluburi din Europa. El a jucat ca titular în toate cele patru meciuri ale Cehiei din grupe, pierzându-l pe cel cu Portugalia în sferturile de finală. El a marcat primul său gol la naționala de seniori pe 12 octombrie 2012 într-un meci de calificare la Campionatul Mondial din 2014 împotriva Maltei într-o  victorie cu 3-1 cu Plzeň.
Pe 5 iunie, într-un meci amical jucat înaintea turneului UEFA Euro 2016 pe Eden Arena, Gebre Selassie a fost eliminat după ce a primit două cartonașe galbene în înfrângerea scor 1-2 suferită împotriva Coreei de Sud.
În mai 2019, Gebre Selassie și-a anunțat retragerea din echipa națională.